# زن گریان
زن گریان (انگلیسی: The Weeping Woman; فرانسوی: La femme qui pleure‎) عنوان تابلوی نقاشی رنگ روغن روی بوم (۶۰ در ۴۹ سانتی‌متر ۲۳ ⅝ در ۱۹ ¼ اینچ) اثر پابلو پیکاسو است که در فرانسه در سال ۱۹۳۷ کشیده شد. پیکاسو شیفته این موضوع بود و چندین بار این موضوع را در آن سال بازبینی کرد. این نقاشی نهایی‌ترین و استادانه‌ترین اثر از این سری است که در مجموعه‌ای در تیت در لندن از سال ۱۹۸۷ نگهداری می‌شود و در تیت مدرن در لندن به نمایش گذاشته می‌شود.

## دورا مار
دورا مار از سال ۱۹۳۶ تا سال ۱۹۴۴ معشوقه پیکاسو بود. در این دوره او به تعدادی از نقاشی پیکاسو راه یافت. تعدادی از این چهره‌ها به صورت واقعی و برخی ملایم، مصیبت‌زده یا تهدیدآمیز هستند.